# Маршал Руске Федерације
Маршал Руске Федерације (рус. Маршал Российской Федерации) највиши је војни чин у Руској Федерацији. Овај чин је уведен Федералним законом о војној служби 11. фебруара 1993. године.
Чин маршала Руске Федерације је старији од генерала армије и адмирала флоте, а многи га сматрају наследником совјетског чина маршала Совјетског Савеза.
Једини маршал Руске Федерације који је држао овај чин био је Игор Сергејев. У овај чин је унапређен 21. новембра 1997. године током службе на позицији министра одбране Руске Федерације.
Ознака за маршала Руске Федерације је слична маршалу Совјетског Савеза. Једина разлика је да је совјетски грб замењен са руским. Официр који је унапређен у овај чин такође носи Маршалску звезду.

## Галерија
- Еполета на свечаној униформи (1994—2010)
- Еполета на радној униформи (1994—2010)
- Еполета на маскирној униформи (1994—2010)
- Маршалска звезда
- Маршал Руске Федерације Игор Сергејев